# 郭雲
郭 雲（かく うん、生没年不詳）は、元末明初の軍人。本貫は南陽府。

## 生涯
成長すると、身長8尺あまりで、容貌魁偉であった。元末に義兵を集めて裕州泉白寨を守り、官を歴任して湖広行省平章政事となった。元の順帝が北方に逃亡すると、河南の州県はみな明の洪武帝に降ったが、郭雲はひとり堅守して下らなかった。明の大将軍徐達が指揮の曹諒を派遣してこれを包囲すると、郭雲は出戦して捕らえられた。徐達は郭雲に跪くよう求めたが、郭雲は立ったまま罵倒し、死を望んでやまなかった。刃を突き付けられて脅されても動じなかった。徐達は郭雲の壮気に感心して、その身柄を南京に護送した。洪武帝はその容貌を珍しく思って、郭雲を釈放した。洪武帝が『漢書』をかれに与えると、郭雲は熱心にそれを読み習ったので、洪武帝は大いに喜び、厚く賞賜を加えられた。郭雲は溧水知県として任用され、その統治で名声があった。特別に南陽衛指揮僉事に抜擢され、郷里に帰って旧部下を集め、南陽衛を警備した。数年後に死去した。

## 子女
- 郭洪（長男、父の功績により13歳で宣武将軍・飛熊衛親軍指揮使司僉事とされ、世襲することとされた）